# Леонетти, Джон
Джон Роберт Леонетти (англ. John Robert Leonetti) род. 4 июля 1956, Калифорния — американский кинооператор и кинорежиссёр. Известен совместной работой с режиссёром Джеймсом Ваном, с которым выступил в качестве оператора в пяти фильмах. Он младший брат оператора Мэттью Леонетти, который был оператором первого полнометражного фильма Джона в качестве режиссёра «Смертельная битва 2: Истребление».

## Карьера
Джон Леонетти начал свою карьеру подростком, работая в семейном бизнесе по производству кинооборудования, который основал его отец Фрэнк Леонетти. Отец работал в качестве светооператора в таких фильмах, как «Волшебник страны Оз» и «Поющие под дождём». Джон был кинооператором художественных фильмов, таких как «Детские игры 3», «Маска» и «Смертельная битва». Начал режиссёрскую карьеру с фильма «Смертельная битва 2: Истребление», затем поставил «Эффект бабочки 2», «Проклятие Аннабель» и «Бойся своих желаний».

## Фильмография
В качестве режиссёра
| Год  | Название                         |
| ---- | -------------------------------- |
| 1997 | Смертельная битва 2: Истребление |
| 2006 | Эффект бабочки 2                 |
| 2014 | Проклятие Аннабель               |
| 2016 | Волки у двери                    |
| 2017 | Бойся своих желаний              |
| 2019 | Молчание                         |
| 2022 | Колыбельная                      |

Как оператор
| Год  | Название                     | Режиссёр                | Примечания                  |
| ---- | ---------------------------- | ----------------------- | --------------------------- |
| 1991 | Детские игры 3               | Джек Бендер             |                             |
| 1993 | Горячие головы! Часть вторая | Джим Абрахамс           |                             |
| 1994 | Маска                        | Чак Рассел              |                             |
| 1995 | Смертельная битва            | Пол У. С. Андерсон      |                             |
| 1996 | Неистребимый шпион           | Рик Фридберг            |                             |
| 1999 | Детройт — город рока         | Адам Рифкин             |                             |
| 2001 | Приключения Джо Грязнули     | Денни Гордон            |                             |
| 2002 | Царь скорпионов              | Чак Рассел              |                             |
| 2003 | Лапочка                      | Билл Вудрафф            |                             |
| 2004 | Суперзвезда                  | Шон Макнамара           |                             |
| 2005 | Идеальный мужчина            | Марк Росман             |                             |
| 2006 | Тёмный лес                   | Лаки Макки              |                             |
| 2007 | Мёртвая тишина               | Джеймс Ван              |                             |
| 2007 | Я знаю, кто убил меня        | Крис Сивертсон          |                             |
| 2007 | Смертный приговор            | Джеймс Ван              |                             |
| 2007 | Добро пожаловать в джунгли   | Джонатан Хенсли         | Также монтажёр              |
| 2010 | Большие деньги               | Стивен Милберн Андерсон | Вместе с Робертом Праймсом  |
| 2010 | Пираньи 3D                   | Александр Ажа           |                             |
| 2010 | Гибрид                       | Эрик Валетт             |                             |
| 2010 | Астрал                       | Джеймс Ван              | Вместе с Дэвидом М. Брюером |
| 2011 | Сёрфер души                  | Шон Макнамара           |                             |
| 2013 | Заклятие                     | Джеймс Ван              |                             |
| 2013 | Астрал: Глава 2              | Джеймс Ван              |                             |

Другие работы
| Год  | Название                             | Режиссёр        | Под именем        | Специализация           |
| ---- | ------------------------------------ | --------------- | ----------------- | ----------------------- |
| 1984 | Автор песен                          | Алан Рудольф    | Мэтью Ф. Леонетти | 1-й ассистент оператора |
| 1985 | Полный вперёд                        | Сидни Пуатье    | Мэтью Ф. Леонетти | 1-й помощник оператора  |
| 1985 | Ох уж эта наука!                     | Джон Хьюз       | Мэтью Ф. Леонетти | 1-й помощник оператора  |
| 1985 | Коммандо                             | Марк Л. Лестер  | Мэтью Ф. Леонетти | 1-й помощник оператора  |
| 1985 | Зазубренное лезвие                   | Ричард Маркуанд | Мэтью Ф. Леонетти | Фокус                   |
| 1986 | Джек-попрыгун                        | Пенни Маршалл   | Мэтью Ф. Леонетти | Ассистент оператора     |
| 1988 | Новые приключения Пеппи Длинныйчулок | Кен Эннакин     | Роланд Смит       | Оператор                |
| 1990 | Другие сорок восемь часов            | Уолтер Хилл     | Мэтью Ф. Леонетти | Оператор                |